# Luchthaven Tbilisi
De Tbilisi Sjota Roestaveli Internationale luchthaven (Georgisch: თბილისის შოთა რუსთაველის სახელობის საერთაშორისო აეროპორტი, Tbilisis Shota Rustavelis Sakhelobis Saertashoriso Aeroporti), vroeger Internationale Luchthaven Novo Alexeyevka, is de belangrijkste internationale luchthaven van Georgië, gelegen op circa 17 km ten zuidoosten van de hoofdstad Tbilisi. Het vliegveld verwerkte in 2023 3,7 miljoen passagiers, waarmee het aantal reizigers zich herstelde tot het niveau voor de coronapandemie.

## Algemeen
De luchthaven van Tbilisi is de thuisbasis van de Georgische nationale luchtvaartmaatschappij Georgian Airways en het in 2017 opgerichte MyWay Airlines. Het vliegveld wordt door circa 30 luchtvaartmaatschappijen aangedaan, met name uit Europa, het Midden-Oosten, en Centraal-Azië. Het aantal directe bestemmingen vanuit Tbilisi is circa 30. Door de toenemende populariteit van Georgië en de stad Tbilisi als toeristische bestemming zijn de reizigersaantallen vanaf 2010 hard gegroeid van 1 miljoen naar bijna 4 miljoen, tot het uitbreken van de coronapandemie. Tijdens deze pandemie werd het vliegverkeer naar en van Georgië in 2020 van overheidswege geheel stilgelegd behoudens ministerieel gemandateerde vluchten. Vanaf 2021 is het vliegverkeer weer op gang gekomen. 
De George W. Bush Avenue (Kakheti Highway) leidt van de luchthaven naar het centrum van Tbilisi en er is een treindienst. Tegenover de uitgang van het luchthavengebouw vertrekt twee keer per dag een trein vanaf het modernistische station dat in 2007 geopend werd. 

### Russische sancties
Naar aanleiding van een politieke rel in juni 2019 introduceerde Rusland vanaf 8 juli 2019 een vliegban van/naar Georgië. Het Kremlin verbood ook alle Russische luchtvaartmaatschappijen op Georgië te vliegen. Gedurende 2006-2008 was er ook een dergelijke ban van kracht. De vluchten van Georgian Airways van Tbilisi naar Moskou-Vnoekovo werden sindsdien door Aircompany Armenia via Jerevan uitgevoerd.
Op 10 mei 2023 werd door president Vladimir Poetin de sanctie per 15 mei 2023 opgeheven. De Russische luchtvaartmaatschappij Azimuth kreeg van de Georgische autoriteiten toestemming vanaf 17 mei 2023 op Tbilisi te vliegen.

## Geschiedenis

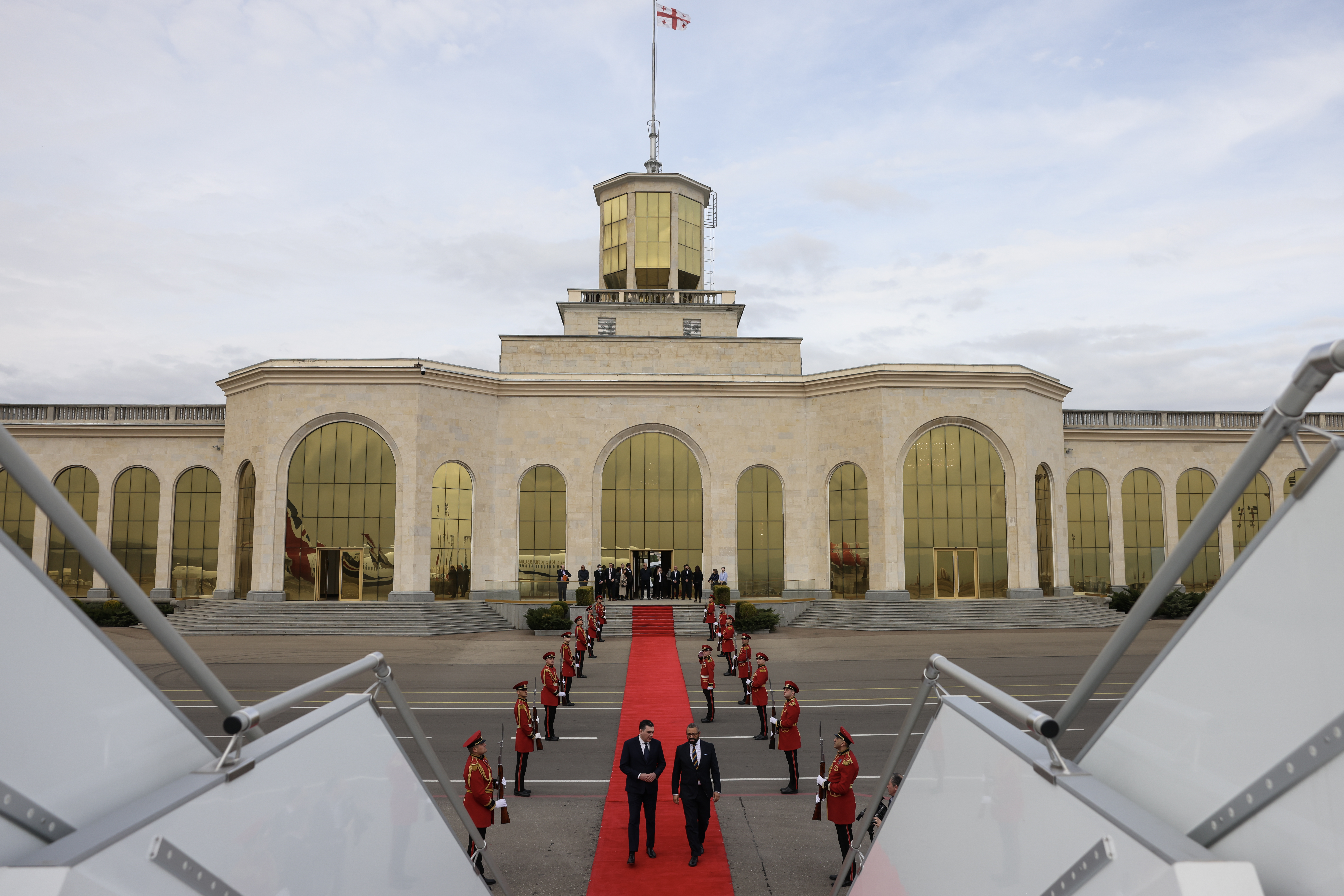
Luchthavengebouw uit 1952, nu VIP lounge

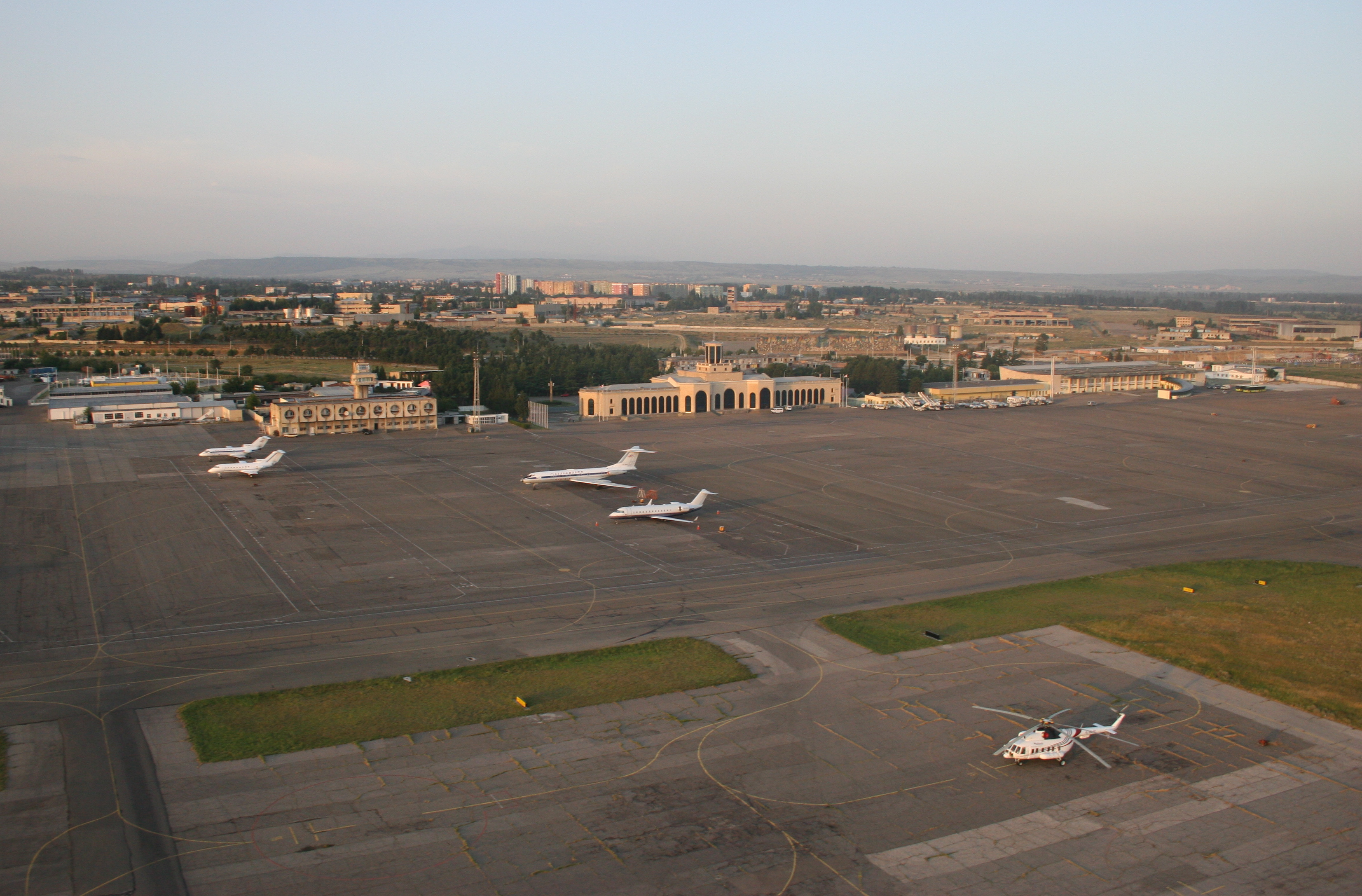
Oude terminals uit de lucht

Het eerste luchthavengebouw werd gebouwd in 1952 en werd ontworpen door architect V. Beridze in de stijl van de Stalinistische architectuur. Het gebouw wordt gekenmerkt door symmetrische assen en een monumentale risaliet in de vorm van een portico. De twee vleugels stellen blinde arcades in zogeheten kolossale orde voor. Een nieuwe terminal ontworpen in de internationale stijl werd in 1990 opgeleverd, welke na de modernisering van 2007 in onbruik raakte. Het oorspronkelijke luchavengebouw uit 1952 is in gebruik als VIP gebouw.  
In 1981 was de luchthaven van Tbilisi de 12e grootste in de Sovjet-Unie, met 1.478.000 passagiers op zogeheten centrale lijnen. Dat waren vluchten die Tbilisi met steden in andere Sovjetrepublieken verbonden. Na het uiteenvallen van de Sovjet-Unie, de burgeroorlog en economische crisis in het jong onafhankelijke Georgië daalde het aantal passagiers naar 230.000 in 1998.

### Modernisering

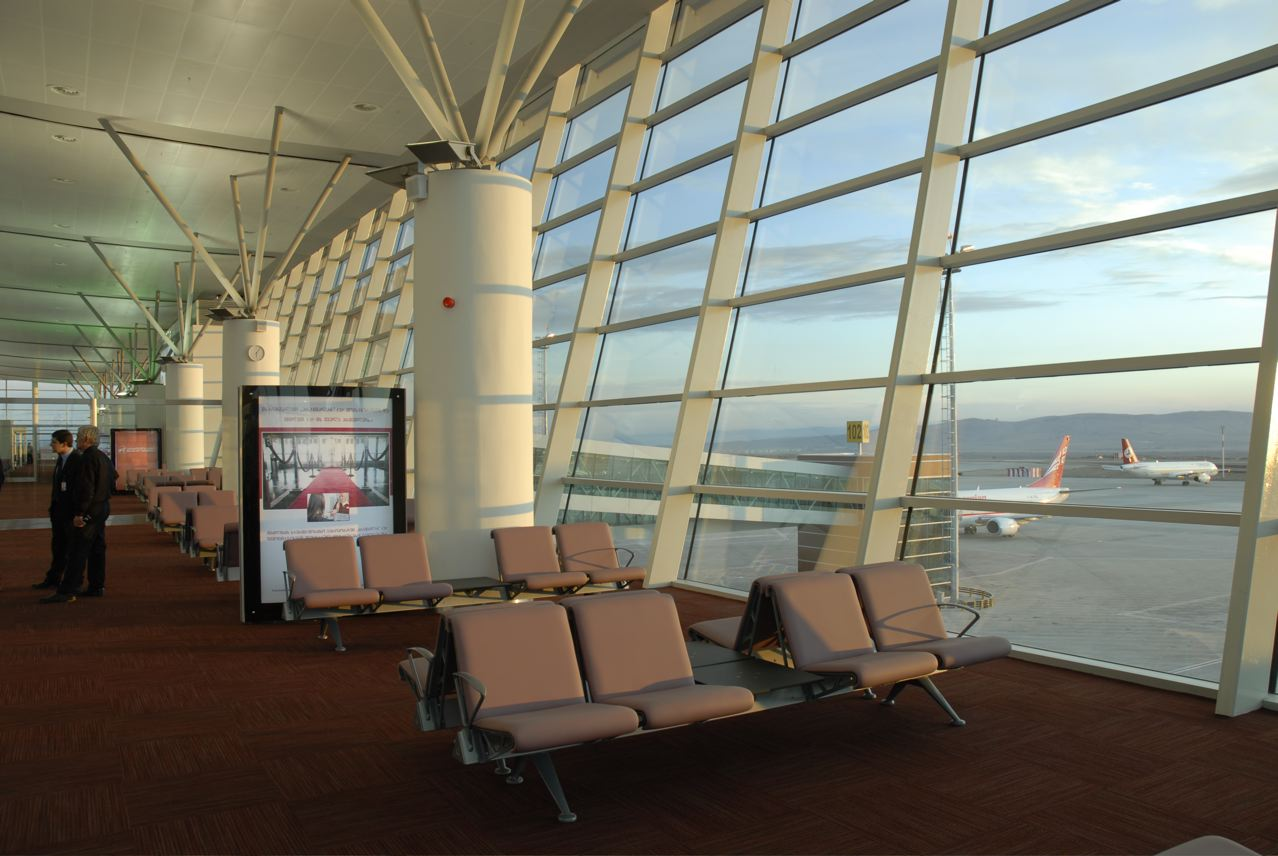
Nieuwe vertrekhal (2007)

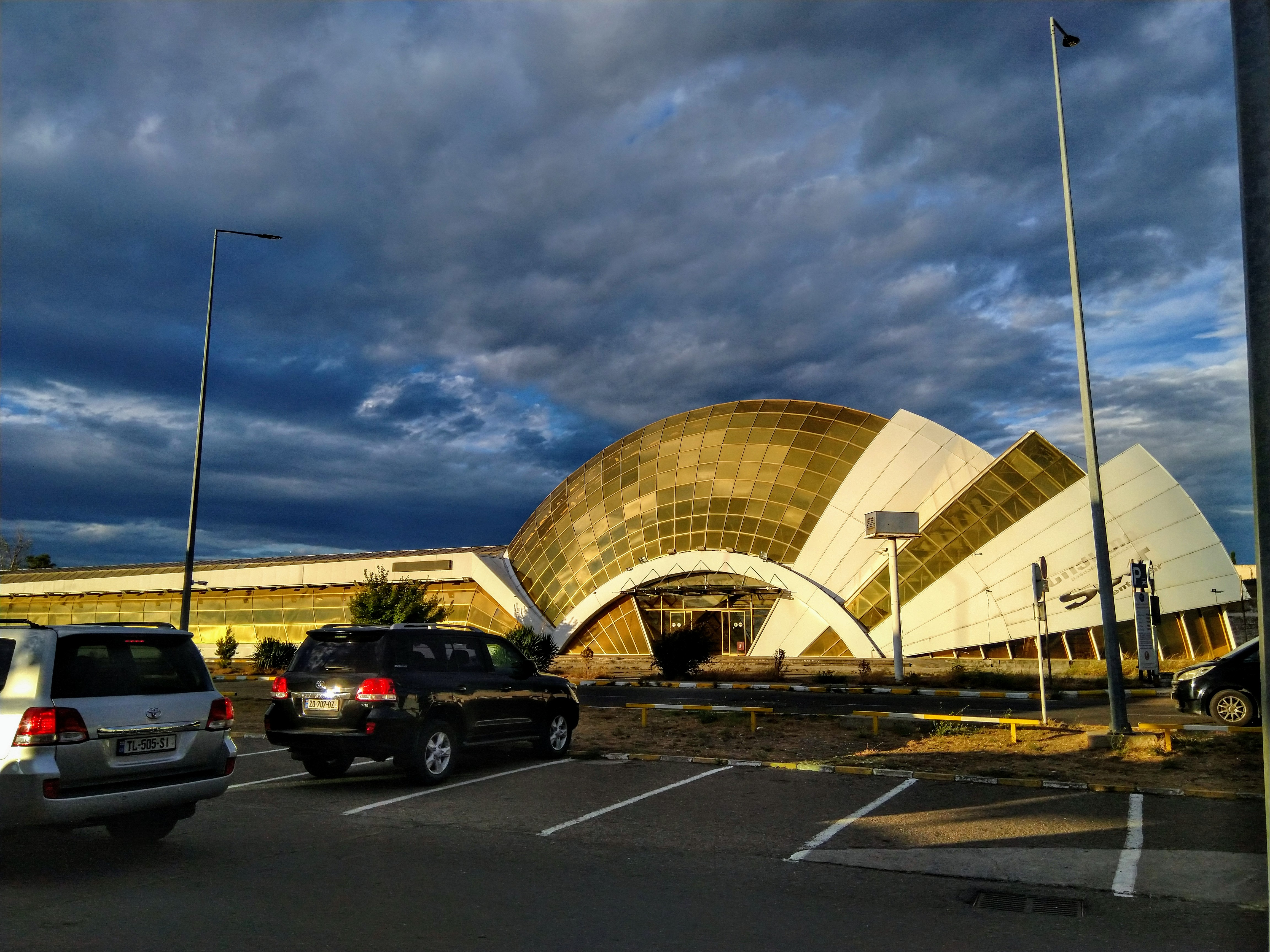
Treinstation

In de periode 2005-2007 werd de luchthaven gerenoveerd en gemoderniseerd. Er werden een nieuwe terminal en een parkeerterrein gebouwd, er kwamen verbeteringen aan het platform, de taxibaan en de startbaan en er werd nieuw grondafhandelingsmateriaal aangeschaft. Daarnaast kwam er een spoorwegverbinding met de stad, een aftakking van de bestaande spoorlijn en een nieuw stationsgebouw tegenover het luchthavengebouw. Deze wordt sindsdien onderbenut met 2 treinen per dag in elke richting. Het totale project kostte 90,5 miljoen dollar. De luchthaven kreeg met de upgrade een eigentijds en functioneel ontwerp waarbij beide stromen van passagiers en bagage van parking tot vliegtuig optimaal bevorderd zijn, met een totale bruikbare oppervlakte van 25.000 m² en een capaciteit van 2,8 miljoen passagiers per jaar. De terminal is zo opgezet dat er de mogelijkheid is om toekomstige uitbreidingen uit te voeren zonder het gebruik van de terminal te onderbreken. De concessiehouder van het vliegveld is TAV Urban Georgia. 

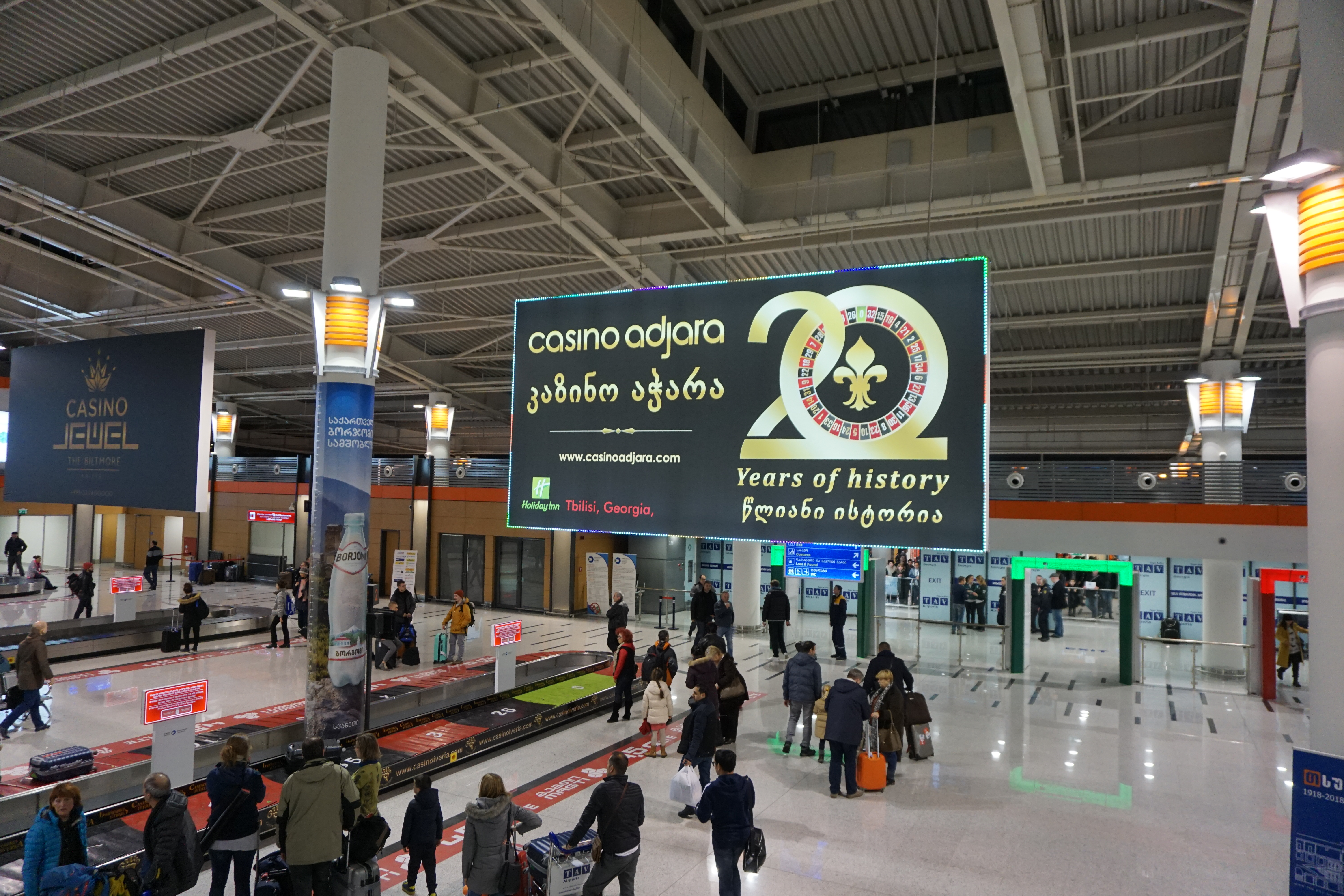
Nieuwe aankomsthal (2017)

In 2016 werd de hoofdbaan van de luchthaven vernieuwd en voorzien van nieuwe navigatieverlichting. Het instrument landing system werd ook geüpgraded naar CAT II, waardoor vliegtuigen kunnen landen bij slechte weersomstandigheden. Het controle- en monitoringssysteem voor de verlichting van het vliegveld is geüpgraded, inclusief installatie van nieuwe lichtseinen op alle vier de taxibanen. In 2017 werd een nieuwe aankomstterminal met een oppervlakte van 12.000 m² opgeleverd, geïntegreerd met het bestaande terminalgebouw, om te kunnen voldoen aan de toenemende aantallen reizigers. De capaciteit van de terminal werd vergoot naar 3,5 miljoen passagiers per jaar. Binnen dit project ter waarde van $33 miljoen werden naast de uitbreiding van het terminal gebouw onder andere een nieuwe instapbrug met twee uitgangen, vijf nieuwe parkeerplaatsen voor vliegtuigen, drie 150 meter lange bagagedragers en een nieuwe parkeerplaats voor 250 auto's geïmplementeerd.
In oktober 2018, een week voor verkiezingen, werd een bovengrondse metrolijn aangekondigd die de luchthaven met Tbilisi en Roestavi moet gaan verbinden. De voorgestelde lijn zou de luchthaven verbinden met de eerste lijn met het Samgori-station als overstappunt. De bouw zou eind 2019 beginnen, maar het project werd in het voorjaar van 2021 effectief stopgezet toen een haalbaarheidsstudie niet het gewenste resultaat opleverde.

## Luchtvaartmaatschappijen en bestemmingen

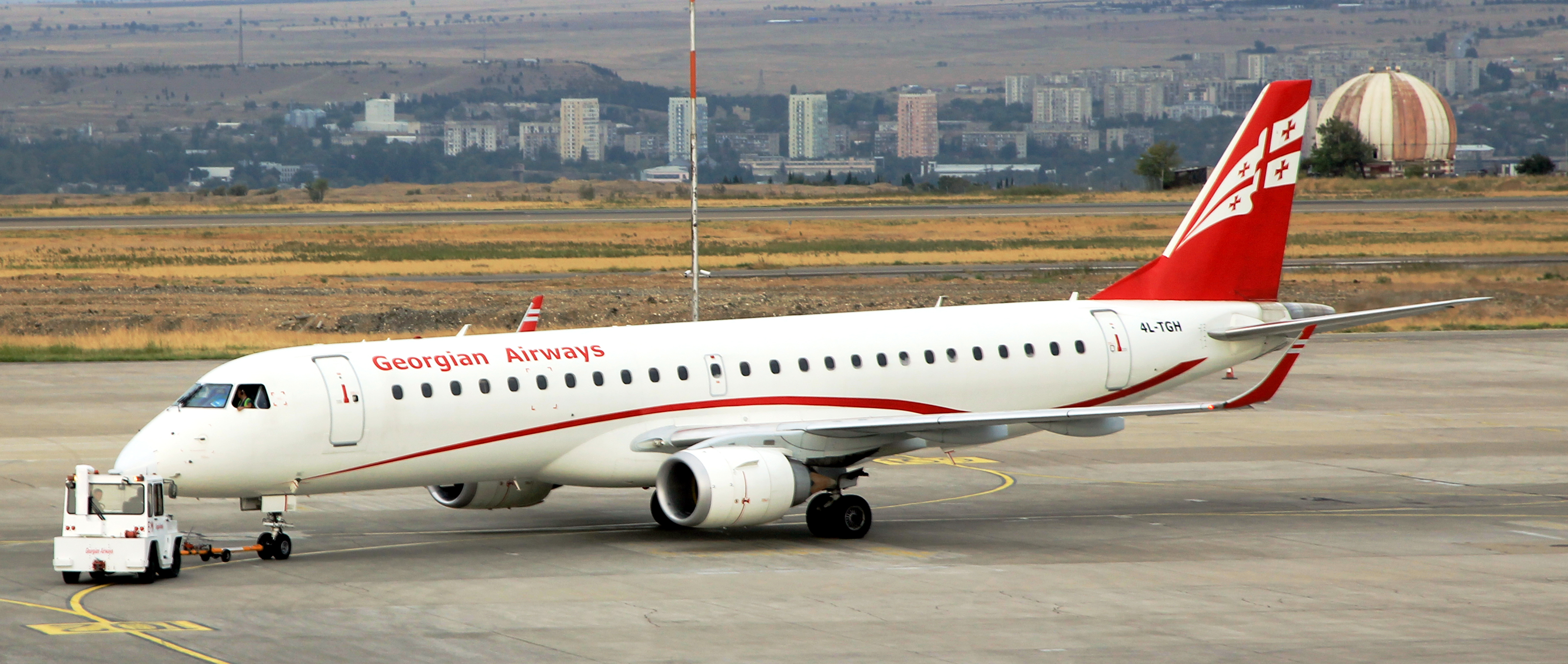
Tbilisi is thuishaven van Georgian Airways

De luchthaven van Tbilisi bedient vooral bestemmingen in Europa, Centraal-Azië en het Midden-Oosten.

### Passagiers
De volgende maatschappijen vliegen op Tbilisi (zomer 2023).
| Luchtvaartmaatschappijen | Bestemmingen |
| ------------------------ | --- |
| Aegean Airlines          | Athene Seizoensgebonden: Thessaloniki |
| Air Arabia               | Abu Dhabi, Dubai Sharjah |
| Air Astana               | Almaty, Astana |
| Air Cairo                | Sharm-el-Sheikh |
| Air France               | Parijs-Charles de Gaulle |
| Air Moldova              | Chișinău |
| airBaltic                | Riga |
| AnadoluJet               | Istanboel-Sabiha Gökçen |
| Arkia Israeli Airlines   | Tel Aviv |
| ATA Airlines             | Teheran-Imam Khomeini |
| Azimuth                  | Moskou-Vnoekovo |
| Belavia                  | Minsk-Nationaal |
| Buta Airways             | Bakoe |
| China Southern Airlines  | Ürümqi |
| Condor                   | Frankfurt |
| El Al                    | Tel Aviv |
| Eurowings                | Seizoensgebonden: Düsseldorf, Stuttgart                                                                                                   |
| Fly Jordan               | Seizoensgebonden: Amman |
| flydubai                 | Dubai |
| Flynas                   | Dammam, Djedda, Qasim (vanaf 1 juli 2023), Riyad                                                                                          |
| FlyOne Armenia           | Jerevan |
| Georgian Airways         | Amsterdam, Berlijn-Brandenburg, Brussel, Moskou-Vnoekovo, Parijs-Charles de Gaulle, Praag, Rome, Tel Aviv, Wenen Seizoensgebonden: Dammam |
| Georgian Wings           | Batoemi |
| Gulf Air                 | Bahrein, Bakoe |
| Israir                   | Tel Aviv |
| Jazeera Airways          | Koeweit |
| Jordan Aviation          | Amman |
| Kuwait Airways           | Koeweit |
| LOT Polish Airlines      | Warschau-Chopin |
| Lufthansa                | München |
| Pegasus Airlines         | Ankara, Antalya, Istanboel-Sabiha Gökçen, Izmir                                                                                           |
| Qatar Airways            | Doha |
| Qeshm Air                | Teheran-Imam Khomeini |
| Red Wings Airlines       | Sotsji |
| Scat Air                 | Aqtau |
| SunExpress               | Seizoensgebonden: Ankara, Antalya, Izmir                                                                                                  |
| Turkish Airlines         | Istanboel-Atatürk |
| Uzbekistan Airways       | Tasjkent |
| Zagros Airlines          | Teheran-Imam Khomeini |

### Vracht
Volgens de Georgische luchtvaartautoriteit worden de volgende vrachtbestemmingen geroosterd aangeboden (2023):
| Luchtvaartmaatschappijen | Bestemmingen     |
| ------------------------ | ---------------- |
| Cargolux                 | Bakoe, Luxemburg |
| Turkish Airlines Cargo   | Istanboel, Izmir |

## Statistiek
| Jaarlijks aantal reizigers | Jaarlijks aantal reizigers | Jaarlijks aantal reizigers | Jaarlijks aantal reizigers | Jaarlijks aantal reizigers |
| -------------------------- | -------------------------- | -------------------------- | -------------------------- | -------------------------- |
| Jaar en passagiers         |                            |                            |                            | Groei                      |
| 2005 0547.150              | 2005 0547.150              |                            | -                          | -                          |
| 2006 0567.402              | 2006 0567.402              |                            | 03,7%                      | 03,7%                      |
| 2007 0615.873              | 2007 0615.873              |                            | 08,5%                      | 08,5%                      |
| 2008 0714.976              | 2008 0714.976              |                            | 016,1%                     | 016,1%                     |
| 2009 0702.916              | 2009 0702.916              |                            | 01,7%                      | 01,7%                      |
| 2010 0822.772              | 2010 0822.772              |                            | 017,1%                     | 017,1%                     |
| 2011 01.058.679            | 2011 01.058.679            |                            | 028,7%                     | 028,7%                     |
| 2012 01.219.175            | 2012 01.219.175            |                            | 015,2%                     | 015,2%                     |
| 2013 01.436.046            | 2013 01.436.046            |                            | 017,8%                     | 017,8%                     |
| 2014 01.575.386            | 2014 01.575.386            |                            | 09,7%                      | 09,7%                      |
| 2015 01.847.111            | 2015 01.847.111            |                            | 017,3%                     | 017,3%                     |
| 2016 02.252.535            | 2016 02.252.535            |                            | 022,0%                     | 022,0%                     |
| 2017 03.164.139            | 2017 03.164.139            |                            | 040,5%                     | 040,5%                     |
| 2018 03.808.619            | 2018 03.808.619            |                            | 020,4%                     | 020,4%                     |
| 2019 03.692.202            | 2019 03.692.202            |                            | 03,1%                      | 03,1%                      |
| 2020 0590.089              | 2020 0590.089              |                            | 084,0%                     | 084,0%                     |
| 2021 01.683.696            | 2021 01.683.696            |                            | 185,3%                     | 185,3%                     |
| 2022 02.998.785            | 2022 02.998.785            |                            | 078,1%                     | 078,1%                     |
| 2023 03.694.052            | 2023 03.694.052            |                            | 023,2%                     | 023,2%                     |
| 2024 04.750.830            | 2024 04.750.830            |                            | 028,6%                     | 028,6%                     |